# Termas romanas de Baelo Claudia
El yacimiento de las termas romanas de Baelo Claudia se trata de los restos de un edificio asociado a un complejo termal. Fueron halladas entre los años 2011 y 2013 aclarando la funcionalidad de este espacio periurbano de la vieja ciudad de Baelo Claudia. En la actualidad, los investigadores afirman que la ciudad contó con dos espacios termales de carácter público. Uno intra moenia y otro en el espacio suburbano inmediato.

## Descripción
Está compuesto por estancias calefactadas además de una natatio de dimensiones grandes revestida con ornamentación marmórea y esculturas. Por sus grandes dimensiones se piensa que se trata de unas termas públicas, con unos muros perimetrales exteriores orientados en dirección norte-sur. Es probable que el conjunto fuera concebido ab initio en el programa constructivo de la ciudad altoimperial. Gracias a estudios cerámicos (de importación africanas) se sabe que su uso se encuadra entre los siglos II d. C., durante la época de Trajano o Adriano y fueron abandonadas a finales del siglo III o principios del IV, en época de Diocleciano o Constantino.

### La gran piscina oNatatio
Constituye hasta el momento el mejor ejemplo conservado de todos los conocidos como Termas Marítimas. Se asocia a una piscina de agua fría -natatio-, de planta cuadrangular y de más de 48 m² y con una profundidad media de 1,4 m y con una capacidad de 65 m³.